# Pure-X
Pure-X är ett svenskt könsrock- och hårdrocksband från Bollebygd, Hindås, Töllsjö & Kinna. Deras texter handlar mest om homosexualitet och sex. Några undantag är "Puch Dakota" och "Rackarns osis". Namnet "Purex" kommer från ett laxermedel. Sångaren i Pure-X, Niklas Isfeldt sjunger också i heavymetalbandet Dream Evil. De gav ut sitt första album 1996, Stjärtsmör Vol 1.

## Medlemmar
- Niklas Isfeldt (aka Lord Niklas Fisris) – sång
- Stefan Kjellberg (aka General Stefan Af Öring) – gitarr
- Claes Kling (aka Baron Claüs Hemoroidklase) – gitarr
- Staffan Lindgren (aka Staffan Von Stjärthål) – trummor
- Peter Stålfors (aka Sir Peter Dajm-X) – basgitarr

## Diskografi
Demo
- Stjärtsmör Vol 1 (1996)

Studioalbum
- Svag för tidelag (1997)
- Anal Expander (1998)
- Heavy Mental (2001)

Samlingsalbum
- Best of the Best (1999)

## Coverlåtar
Bandet är känt för att ha gjort en del covers på kända hårdrockslåtar, bland andra: 
- "Hår i dajmen", cover på Dios "Holy Diver"
- "666", cover på Iron Maidens "The Number of the Beast"
- "Jag vill ha röv", cover på Twisted Sisters "I Wanna Rock"
- "Gurgla pung", cover på Motörheads "Ace of Spades"
- "Ful men tajt", cover på Judas Priests "Riding on the Wind"
- "Nyfiken", cover på Saxons "747 (Strangers in the Night)" Notera att "Nyfiken" finns i två versioner, det är den som återfinns på albumet "Heavy Mental" som i sin helhet är cover på Saxon-låten.
- "Tempen", cover på Whitesnakes "Guilty of Love"
- "Smaka bult", cover på Kiss "Shout It Out Loud"
- "Thorleif", cover på Whitesnakes "All or Nothing".
- "Byt Kön på Tjörn", cover på Iron Maidens "Run To The Hills"
- "Det luktar inte Jordgubb", Cover på Uriah Heep "Easy Livin"